# Франкенек
Франкенек (нем. Frankeneck) — община в Германии, в земле Рейнланд-Пфальц. 
Входит в состав района Бад-Дюркхайм. Подчиняется управлению Ламбрехт (Пфальц).  Население составляет 813 человек (на 31 декабря 2010 года). Занимает площадь 4,76 км².